# Волинська обласна бібліотека для дітей
Волинська обласна бібліотека для дітей — головна дитяча книгозбірня Волинської області, науково-методичний та координаційний центр для бібліотек області, що обслуговують дітей та підлітків. Також це сучасний культурно-дозвіллєвий заклад для задоволення інформаційних потреб користувачів, що сприяє розвитку їх творчих здібностей, формує глибокі громадянські, патріотичні, національні традиції. Функціонує відповідно до державної політики в сфері культури, освіти та соціального захисту дітей, є позашкільним освітнім закладом.

## Історія

### Відкриття
Формально бібліотека розпочала свою роботу 10 червня 1940 року, коли було прийнято Постанову № 410 Волинського обласного виконавчого комітету про утворення Державної обласної бібліотеки для дітей в місті Луцьку.
У зв'язку з Другою світовою війною діяльність бібліотеки було зупинено до 1944 року, коли від німецьких окупантів був звільнено місто Луцьк, а в самій бібліотеці був відкритий дитячий відділ при обласній бібліотеці для дорослих.
З 1947 року бібліотека була відокремлена в окрему установу.

### Радянській період
В період з 1947 до 1973 року було три переїзди.
А вже з 1973 року і донині розташована за адресою проспект Волі, 37, де займає частину приміщення першого поверху житлового будинку загальною площею 500 кв.м.
Після переїзду на нову адресу, період 1973—1990 років був періодом активізації в бібліотеці масової роботи. За цей час було створено низку гуртків за інтересами для дітей-читачів.

### Після проголошення незалежності України
З 1993 року бібліотека є організатором обласного літературного конкурсу на кращий власний прозовий чи поетичний твір «Думи і мрії».
З 1995 року щодва роки бібліотека проводить обласний конкурс юних казкарів «Казку складаю сам».
2009 року у бібліотеці використовується АБІС MAPK-SQL, що домогаю автоматизувати більшість бібліотечних процесів. З того ж року ведеться електронний каталог.
З 2010 року Волинська обласна бібліотека для дітей є членом Корпорації дитячих бібліотек України з аналітичного розписування періодичних видань.
З 2010 року автоматизовано реєстрацію користувачів.
2011 року створено сайт бібліотеки.
З 2013 року автоматизовано документовидачу в читальних залах.
2015 року до 75 річниці з дня відкриття бібліотеки для дітей співробітниками разом з читачами було організована виставка прикладного та декоративного мистецтва.
З 2015 року Волинська обласна бібліотека для дітей як член Української бібліотечної асоціації разом з іншими бібліотеками стала переможцем в міжнародному проєкті Європейського Союзу "Еразмус+ «Жан Моне» та з вересня 2015 року розпочала реалізацію проєкту «Все про Європу: читай, слухай, дізнавайся в пунктах європейської інформації в бібліотеках». В результаті реалізації проєкту в 2018 році в бібліотеці з'явився Пункт європейської інформації, що входить в мережу із 140 пунктів по Україні.
Станом на 1 січня 2019 року у розпорядженні бібліотеки були 31 комп'ютер, мультимедійний центр, 13 одиниць копіювально-розмножувальної техніки, 5 електронних книжок.
Навесні 2020 зупиняла роботу через карантин. Відновила роботу 16 липня 2020 року.

## Відділи

### Абонементи та читальні зали
В цих відділах можна взяти книги для читання, а також є читальна зала:
- Читання та навчально-творчого розвитку підлітків — довідкова література для дошкільнят та молодших школярів, спеціалізується на творчому розвитку підлітків та ровзитку навиків самоорганізації для навчання;
- Дитячого та сімейного читання — відділ спеціалізується на залучення дітей до систематичного читання, набуття навичок самостійного вибору книги та бережливого ставлення до неї.

### Абонементи
В цих відділах можна взяти книги для читання:
- Відділ краєзнавчої літератури «Дивокрай» — в цьому відділі знаходиться література про Волинь, її історію, культуру, відомих людей, книги письменників, пов'язаних з Волинню;
- Відділ інформаційних технологій та бібліографії — в цьому відділі можна відсканувати, роздрукувати документи, записати інформацію на електронні носії, а також отримати бібліографічний список літератури на вибрану тему;
- Відділ естетичного виховання «Мистецька скринька» — в цьому відділі прослухати казки, музичні п'єси, пісні, переглянути мультфільми, скористатися книгами та періодикою відповідної тематики.

### Службові або спеціальні
- Відділ формування та організації бібліотечних фондів і каталогів;
- Відділ зберігання бібліотечного фонду;
- Організаційно-методичний відділ.

## Фонд
Бібліотека має фонд з краєзнавчими документами.
Фонд книгозбірні складає 142,19 тис. примірників документів. До послуг користувачів в читальних залах бібліотеки великий вибір енциклопедій, довідників, словників, понад 140 назв газет та журналів.

## Виставки та заходи
В бібліотеці проходят різноматні виставки та конксурси для дітей:
- Хомчин день[13];
- Лісовичок-казковичок[14];
- та інші.

### Літературно-мистецькі об'єднання
- ляльковий театр книги «Золотий ключик» (щосереди);
- літературно-пізнавальний клуб «Кругозір» (останній четвер місяця);
- літературно-мистецька вітальня «На струнах серця» (друга середа місяця);
- літературна світлинка — (останній вівторок місяця).